# 菱刈隆文
菱刈 隆文（ひしかり たかふみ、1911年 - 1974年）は、日本の報道記者、実業家。
1937年に同盟通信に入社し、中国戦線に記者として従軍。1941年12月、陸軍報道班員としてマレー作戦に従軍、第25軍司令部要人の通訳を務めるなどした。シンガポール陥落後は第25軍参謀部の情報工作に関与。戦後行われたシンガポール華僑粛清事件の戦犯裁判では杉田一次ら第25軍司令部参謀からの伝聞内容について証言。戦後、吉田茂首相秘書官等を経て1956年に空港グランドサービス社長。

## 略歴
1911年、東京で、実父が陸軍大将菱刈隆という軍人一家に生まれる。父からは、自動車の運転と外国語、写真を習っておくように言われていた。
陸軍士官学校に入学。第25軍参謀・杉田一次中佐らと同級生だった。のち病気のため中退し、アメリカへ留学。
慶應義塾大学に転じ、在学中の1937年に同盟通信に入社。親戚先のJ.O.スタヂオの技術者として渡支し、北支事変にて北京への本格攻撃前に航空機に乗り北京上空から20万枚の宣戦布告ビラを撒いた。報道記者として中国戦線に従軍。

## マレー作戦従軍

### 報道班から参謀部へ
1941年12月、徴員され陸軍報道班員としてマレー作戦に従軍。はじめ資料班に所属していたが、輸送船の中で報道小隊の隊員から軍を誹謗するよう話を向けられ、話に乗ったことを密告されて、前線へ出されるため資料班より危険な報道小隊に転属になった。
来歴と英語が得意だったことから、行軍中しばしば第25軍司令部へ出向となり、杉田参謀の脇で通訳と秘書を兼ねたような仕事をしていた。

### 山下・パーシバル会談の通訳
1942年2月15日、ブキテマのフォード自動車組立工場の一室で行われた山下奉文・第25軍司令官と英軍パーシバル司令官の会談では日本側通訳を務めた。山下がパーシバルに「イエスか、ノーか」と大声で迫ったことが有名になったが、山下の日記では、菱刈の通訳がさっぱり分からず、第25軍の軍需物資に余裕がないことを英側が察知しないうちに会談を終わらせたいと焦って菱刈に『イエスかノーかだけを聞いてくれ！』と怒鳴り、それを菱刈が何度も大声で繰り返したのが奏功した、とされていた。

### 情報工作
シンガポール陥落後、第25軍の参謀と親しかった菱刈は、参謀部の情報工作に関与し、郷間という予備役大尉と2人で機密組織をつくり、重慶無線諜者検挙事件で憲兵隊に捕まり拷問されて銃殺されそうになっていた陳奇山大佐ら中国国民党軍のスパイ10数人を引きとって逆スパイにし、重慶の動向を探り、また日本側の情報を流すなどの情報工作に関与した。
1943年4月に東京へ帰任して海外報道部員となり、1945年8月まで同職に在任。

### シンガポール華僑粛清事件の証言

#### 菱刈隆文訊問書
1946年11月に東京で行われたシンガポール華僑粛清事件の証人尋問の陳述書の中で、菱刈は、
- 1942年2月16日にシンガポールに到着してから2,3日後に、杉田中佐から、反日分子・共産党員またはゲリラ部隊容疑者の中国人5万人を虐殺するはずで、虐殺命令は第25軍作戦参謀より発せられ、計画したのは作戦参謀・辻政信中佐または林忠彦少佐だが、杉田中佐はこの命令には同意できないと言っていた。後に杉田中佐は、5万人全部は殺さなかったが、約半数位は処分したと言っていた。
- 1ヵ月後に林少佐に会ったとき、林は、粛清の最初の計画では中国人5万人を虐殺する予定だったが、約半数を処分した頃に処分中止命令を受け中止した、と言った。最初の粛清命令を誰が発し、中止命令を誰が発したかは言わなかった。林はこの事件に関係していると言ったが詳細は言わなかった。菱刈はこの会話から、命令は司令官ではなく参謀が発し、後に軍司令官がこれを知って中止命令が発せられたという印象を受けたが、林少佐は多くは語らなかった。
- 各方面からの噂も杉田・林の話と大体同じようなものだった。
- 集合場所から選別され銃殺された中国人は大体日本人市民の密告や諜報によって検挙され、南側海岸で銃殺された。
- 菱刈は報道班員だったが、検閲が厳重でこの種のニュースは報道できなかったので虐殺事件の新聞報道はしなかった。

と証言した。菱刈の証言による同事件の死亡被害者数は、同事件関係者の証言の中で、最多の人数となっている。

#### 戦後の回顧
1967年2月10日に東京12チャンネルの放送に出演した際には、菱刈は、シンガポールで中国人の大量虐殺があったと報道されているが、自分は事件後すぐに行ってみたが、大量というようなものでなく、虐殺というようなものではなかった。非常に誤解であり、誇張された報道である。司令部がそのような命令を出したこともなく、辻政信とは非常に親しくしていたが、そんな無茶なことをする人ではなかった、と話している。

## 戦後の職歴
1946年11月当時、共同通信社員。
1949年、吉田茂首相秘書官。
その後、航空整備常務、東洋端子常務を経て、1956年、空港グランドサービス社長に就任。

## その他
晩年にかけてはアルペンスキーを趣味としたスキーヤーとしての一面も持ち、特に北海道のニセコアンヌプリをこよなく愛して「東京ニセコスキークラブ」を結成した。没後の1977年（昭和52年）3月には、隆文の遺志を継いだ妻の富美によって、当時のニセコ国際ひらふスキー場（現在のニセコ東急 グラン・ヒラフ）に「ヌプリの鐘」が贈呈されている。